# 小李飛刀 (1999年電視劇)
《小李飛刀》（英語：Legend of Dagger Lee）是根據台灣武侠小说家古龙的原著《多情劍客無情劍》改編而拍攝製作的華視古裝武俠劇集，是1999年中華電視公司八點檔連續劇，由香港動作導演袁和平執導，於1999年3月底開拍，該劇在中國大陸電視台播放版本為40集，分為上下兩部，上部22集，下部18集。焦恩俊、蕭薔、賈靜雯、吳京領銜主演，林利、俞飞鸿、范冰冰、郑佳欣、高雄、戴春榮、葛蕾、任泉、何思融等參演。台灣演員何潤東演唱片尾曲《沒有我你怎麼辦》。

## 劇情簡介

### 第一部：多情劍客無情劍
明朝中期成化年间，探花李寻欢与表妹林诗音彼此相愛，訂下婚約，原欲結為夫妻；後遇难之际被興雲莊莊主龙啸云相救，二人结为义兄弟。後來他因為知道義兄龍嘯雲愛上林詩音，李尋歡不忍見救命恩人兼義兄的龍嘯雲因林詩音日漸消瘦，生命垂危，所以刻意縱情酒色，藉故疏遠林詩音，促成龍嘯雲與林詩音的婚姻。並在龍嘯雲與林詩音成親之後，把自己的府邸送給林詩音作嫁妝，散盡家財後出關隱姓埋名，療愈情傷。
十年後，李尋歡重回故鄉，无意间与龙啸云的儿子龙小云产生摩擦，于是李寻欢不得以回到興雲莊，去面对龙啸云和林诗音，同時他也遇上“飛劍客”阿飛、説書姑娘孫小紅，踏入江湖的血雨腥風。他曾牽涉進“梅花盜”一案，一度被視為“梅花盜”，更遭百曉生的算計陰謀，幾翻轉折，雖然水落石出。卻又被捲進林仙兒、龍嘯雲等人的江湖鬥爭之中。林仙兒、龙啸云父子的暗中陷害，让李寻欢一次次陷入险境，而林詩音更是慘遭林仙兒下毒毀容失聲，與李尋歡彼此之間相愛卻有緣無分，二人之間的真摯情感令人不勝唏噓。興雲莊內上演一幕幕愛恨情仇，悲歡離合，在这段孽缘中，以林诗音和龙啸云双双身亡而告終。

### 第二部：鐵膽大俠魂
林詩音逝世的一個月後，朝廷突然诏旨要李寻欢进京，太后告訴李尋歡，金驸马失踪，连國庫的五万官锭也不翼而飞；皇上震怒下令彻查，侠肝义胆的李寻欢卷入了驸马失踪案，隨著案情的深入調查，李尋歡發現驸马失踪案竟是雲王、雲王妃江南月、金錢幫幫主上官金虹三人的設局，目的是通过金驸马失踪一案，震动朝野，吸引朝廷的注意力，以方便云王起兵造反。野心勃勃的金錢幫幫主上官金虹，更妄想以手中的神兵子母龙凤环與李尋歡一決高下。李寻欢在這期间认识了惊鸿仙子杨艳，二人惺惺相惜，李尋歡視惊鸿仙子為生命中的摯友，但惊鸿仙子對李尋歡漸生情愫，大膽追愛。武林再起腥風血雨，李尋歡、惊鸿仙子、荊無命三人最終與金钱帮帮主上官金虹对立，決戰金錢幫，並平定了叛贼云王的谋反，可惜最后惊鸿仙子死在了李尋歡的懷中，以悲剧收尾。李尋歡再度痛失心中摯愛，当一切尘埃落定后，他滿身疲憊，借酒消愁，离开了京城，继续在江湖飘荡。

## 演员

### 主要角色
| 演員   | 角色   | 國語配音 |
| 焦恩俊 | 李尋歡 | 官志宏   |
| 蕭薔   | 林詩音 | 蔣篤慧   |
| 賈靜雯 | 孫小紅 | 魏晶琦   |
| 吳京   | 阿飛   | 于正昌   |

### 第一部
| 演員   | 角色     | 國語配音 |
| 蕭薔   | 林詩音   | 蔣篤慧   |
| 蕭薔   | 莫兰     | 蔣篤慧   |
| 林立洋 | 龍嘯雲   | 趙明哲   |
| 郑佳欣 | 林仙兒   | 鄭仁麗   |
| 张辰   | 龍小雲   | 鄭仁麗   |
| 張明健 | 百曉生   | 王希華   |
| 劉長生 | 天機老人 | 徐健春   |
| 張洪英 | 梅二     | 徐健春   |
| 陳繼銘 | 田七     | 于正昌   |
| 徐鳴   | 趙正義   | 徐健春   |
| 許鴻達 | 心眉     | 陳宗岳   |
| 纪裕光 | 心湖     | 陳宗岳   |
| 鹿峰   | 心鑒     | 徐健春   |
| 楊和平 | 張孝儀   | 王希華   |
| 鄧恩   | 钦差     | 王希華   |
| 張京華 | 巴英     | 陳宗岳   |
| 陳虎   | 遊龍生   | 陳宗岳   |
| 鄒志謹 | 諸葛神君 | 陳宗岳   |
| 何斌峰 | 五毒童子 | 鄭仁麗   |

### 第二部
| 演員   | 角色     | 國語配音 |
| 俞飛鴻 | 驚鴻仙子 | 鄭仁麗   |
| 范冰冰 | 杏兒     | 蔣篤慧   |
| 高雄   | 上官金虹 | 徐健春   |
| 戴春榮 | 催命婆婆 | 李映淑   |
| 葛蕾   | 張太后   | 李映淑   |
| 陳凱   | 荊無命   | 徐健春   |
| 任泉   | 上官飛   | 王希華   |
| 何思融 | 德安公主 | 蔣篤慧   |
| 呂盈瑩 | 江南月   | 李映淑   |
| 靳德茂 | 雲王     | 陳宗岳   |
| 李虎嶺 | 鬼影兒   | 王希華   |
| 張浩   | 方牙     | 趙明哲   |
| 賈志剛 | 金子光   | 趙明哲   |
| 曹志德 | 張順     | 徐健春   |
| 許鴻達 | 白眉道長 | 王希華   |
| 陳立新 | 掌櫃     | 于正昌   |
| 侯炳瑩 | 小雪     | 蔣篤慧   |
| 釋延豹 | 天豹     | 王希華   |
| 釋延虎 | 飛虎     | 趙明哲   |

## 工作人員
華視版第1集片頭工作人員表
- 監製：罗雄、林彩香
- 製作人：姜良鑒、黃永輝
- 原著：古龍
- 編劇：陈文贵、朱羽
- 總策劃：姜彥光、葉瑞芳、張金滿
- 總導演：袁和平
- 武術導演：袁祥仁、袁家班
- 導演：李翰韜、林子欣
- 造型指導：吳寶玲
- 美術指導：陳義典
- 製片主任：殷國維、陸餘興
- 剪輯：鄭錦棠、衛斯理
- 攝影：白暐暉、郭錦華
- 燈光：吳鴻田、陳道忠

## 電視原聲
| 曲序 | 曲目                         |        | 作曲   | 演唱   |
| ---- | ---------------------------- | ------ | ------ | ------ |
| 1.   | 《小李飞刀》（主题曲）       | 卢国沾 | 顾嘉辉 | 宣名君 |
| 2.   | 《没有我你怎么办》（片尾曲） | 徐世珍 | 黎沸挥 | 何潤東 |

## 作品的變遷
| 臺灣 華視 每週一至週五 20:00 - 21:00 · 8月3日起 每週一至週五 20:00 - 21:00 | 臺灣 華視 每週一至週五 20:00 - 21:00 · 8月3日起 每週一至週五 20:00 - 21:00 | 臺灣 華視 每週一至週五 20:00 - 21:00 · 8月3日起 每週一至週五 20:00 - 21:00 |
| -------------------------------------------------------------------------- | -------------------------------------------------------------------------- | -------------------------------------------------------------------------- |
|                                                                            | 小李飛刀 （1999.08.03 - 1999.09.13）                                       |                                                                            |
| 土地公傳奇 （1998.12.08 - 1999.08.02）                                     | 何日君再來 （1999.09.14 - ）                                               |                                                                            |

## 外部連結
- 豆瓣电影上《小李飛刀》的資料 （简体中文）
- YouTube上《小李飛刀》華視版主題曲 （页面存档备份，存于）
- 痞客邦上《小李飛刀》華視版劇照 （页面存档备份，存于）